# 1070 в Україні
1070 в Україні — це перелік головних подій, що відбулись у 1070 році на території сучасних українських земель.

## Події
- У Тмутороканському князівстві почав княжити Роман Святославич.

## Особи

### Народились
- Ростислав Всеволодович (1070—1093) — князь переяславський (1078—1093)

## Засновані, зведені
- Перша літописна згадка про Видубицький монастир під Києвом, заснований київським князем Всеволодом Ярославичем.